# Juchnowiec Dolny (gromada)
Juchnowiec Dolny – dawna gromada, czyli najmniejsza jednostka podziału terytorialnego Polskiej Rzeczypospolitej Ludowej w latach 1954–1972.
Gromady, z gromadzkimi radami narodowymi (GRN) jako organami władzy najniższego stopnia na wsi, funkcjonowały od reformy reorganizującej administrację wiejską przeprowadzonej jesienią 1954 do momentu ich zniesienia z dniem 1 stycznia 1973, tym samym wypierając organizację gminną w latach 1954–1972.
Gromadę Juchnowiec Dolny z siedzibą GRN w Juchnowcu Dolnym utworzono – jako jedną z 8759 gromad – w powiecie białostockim w woj. białostockim, na mocy uchwały nr 11/V WRN w Białymstoku z dnia 4 października 1954. W skład jednostki weszły obszary dotychczasowych gromad Juchnowiec Dolny, Hołówki Nowe, Janowicze, Juchnowiec Kościelny, Rumejki, Szerenosy i Wólka ze zniesionej gminy Juchnowiec w tymże powiecie. Dla gromady ustalono 17 członków gromadzkiej rady narodowej.
31 grudnia 1959 do gromady Juchnowiec Dolny przyłączono obszar zniesionej gromady Lewickie, wsie Biele i Klewinowo z kolonią Nowe Klewinowo ze zniesionej gromady Biele oraz wsie Hołówki Stare (Hołówki Duże) i Simuny ze zniesionej gromady Simuny.
Gromada przetrwała do końca 1972 roku, czyli do kolejnej reformy gminnej. Z dniem 1 stycznia 1973 roku utworzono gminę Juchnowiec Dolny.